# سیارک ۳۲۲۸
سیارک ۳۲۲۸ (به انگلیسی: 3228 Pire، نامگذاری:1935CL) سه هزار و دویست و بیست و هشتمین سیارک کشف شده‌است که در ۸ فوریه ۱۹۳۵ کشف شد.
قدر مطلق سیارک برابر ۱۲٫۵۰ است.